# 方法的怀疑
方法的怀疑，也称笛卡尔怀疑、怀疑方法、笛卡尔怀疑主义、方法论怀疑、普遍怀疑等（英語：Cartesian Doubt），是指笛卡尔提出的一种方法论。笛卡尔在《谈谈方法》中提到，笛卡尔的怀疑并不是学那些怀疑主义者，摆出怀疑的姿态，为了怀疑而怀疑。而是为了重新审视真理的大厦，怀疑最终是为了得到更明确的真理。大厦喻属于一种基础主义。
笛卡尔用一篮苹果的比喻来说明这个观点：篮子里有好苹果、烂苹果，为了更轻易地挑出烂苹果，留下好苹果，人们会把所有苹果全部倒掉（笛卡尔怀疑），然后那些是好苹果就一目了然了。
他的方法是：
1. 凡是我没有明确地认识到的东西，我绝不把它当成真的接受。
2. 把我所审查的每一个难题按照可能和必要的程度分成若干部分，以便一一妥为解决。
3. 按次序进行我的思考，从最简单、最容易认识的对象开始，一点一点逐步上升，直到认识最复杂的对象。
4. 在任何情况之下，都要尽量全面地考察，尽量普遍地复查，做到确信毫无遗漏。